# Príncipe de Civitella Cesi
Príncipe de Civitella Cesi es un título nobiliario pontificio creado por el papa Pío VII en 1814 a favor de don Giovanni Torlonia.
El título hace referencia a Civitella Cesi, en el municipio de Blera, provincia de Viterbo; en la región del Lacio.

## Lista de titulares
| Ord. | Titular             | Periodo   | Ref.  |
| ---- | ------------------- | --------- | ----- |
| I    | Giovanni Torlonia   | 1814-1829 | [ 1 ] |
| II   | Alessandro Torlonia | 1829-1865 | [ 2 ] |
| III  | Augusto Torlonia    | 1865-1582 | [ 3 ] |
| IV   | Marino Torlonia     | 1871-1933 | [ 4 ] |
| V    | Alessandro Torlonia | 1933-1986 | [ 5 ] |
| VI   | Marco Torlonia      | 1986-2014 | [ 6 ] |
| VII  | Giovanni Torlonia   | 2014-hoy  | [ 7 ] |